# راس نحاش
راس نحاش هي إحدى القرى اللبنانية من قرى قضاء البترون في محافظة الشمال.

## سكانها
اهالي راسنحاش يقدّر ب 2500 نسمة جميعهم من المسلمين 

## آثارها
تعتبر مكان تاريخي عظيم بسبب قلاعها القديمة وعمرها الذي يعود إلى أكثر من 2000 سنة.

## النشاط البلدي
أعيد انتخاب مجلس بلدي جديد للبلدة في الانتخابات الأخيرة 2010 وقد تم انتخاب السيد إيهاب حمد قلاوون رئيساً مع العلم بأن البلدة تتمتع بمستوى راقي من العمل السياسي الواعي والهادف مع ما يعترض ذلك من الخلل المبرر نظراً لواقع البلد الذي نعيش فيه.
لرأسنحاش مختار واحد وهو حاليا السيد وليد عزت حمود.

## الموقع الالتروني
- موقع راس نحاش (بالإنجليزية)